# Калер-Астен
Калер-Астен (нем. Kahler Asten) — гора в земле Северный Рейн-Вестфалия в Германии.
Она имеет высоту 841,9 м и является второй по высоте вершиной горной системы Ротхаргебирге и Северного Рейна-Вестфалии.
На горе имеется метеорологическая станция, которая внесла большой вклад в известность горы.